# Mark Durkan
Mark Durkan (ur. 26 czerwca 1960 w Londonderry) – brytyjski i irlandzki polityk, w latach 2001–2010 lider Socjaldemokratycznej Partii Pracy, poseł do Zgromadzenia Irlandii Północnej oraz do Izby Gmin.

## Życiorys
Kształcił się w St Columb's College, następnie studiował na Queen's University Belfast oraz w Magee College w ramach Ulster University. W latach 1982–1984 był wiceprzewodniczącym irlandzkiej organizacji studenckiej Union of Students in Ireland. Zaangażował się w działalność polityczną w ramach Socjaldemokratycznej Partii Pracy. W latach 1984–1998 był asystentem jej wieloletniego lidera Johna Hume'a. W 1998 został wybrany na posła do Zgromadzenia Irlandii Północnej, w którym zasiadał do 2010.
Od listopada 2001 do października 2002 był wicepremierem w rządzie Irlandii Północnej. Również w listopadzie 2001 został nowym liderem północnoirlandzkich socjaldemokratów. Kierował tym ugrupowaniem do lutego 2010, kiedy to na tej funkcji zastąpiła go Margaret Ritchie.
W 2005 Mark Durkan uzyskał mandat posła do Izby Gmin z okręgu Foyle. Wykonywał go przez trzy kadencje do czasu swojej wyborczej porażki w 2017. W 2019 dołączył do irlandzkiej partii Fine Gael celem kandydowania w wyborach europejskich.